# Печера Крубера
Печера Крубера, Вороняча (абх. Ӡоу Аҳаҧы; груз. კრუბერის გამოქვაბული) — печера глибина якої 2196 м (на серпень 2012 р.). Попередній рекорд становив 2191 м (26 серпня 2007 р.). Розташована в гірському масиві Арабіка (Абхазія).

## Опис
Вхід у печеру розташований на висоті близько 2250 м над рівнем моря в урочищі Орто-Балаган. Карстова печера субвертикального типу, являє собою низку колодязів, з'єднаних між собою перелазами і галереями. Найглибші схили: 115, 110, 152 м. На глибині 200 м печера розгалужується на дві головні гілки: Некуйбишевська (на 2010 рік глибина 1697 м) і Основну галузку (глибина 2191 м). Починаючи з глибини 1300 м, основна гілка розгалужується на безліч інших гілок. Поблизу донної частини відомо більше 8 сифонів (розташовані на глибинах від 1400 до 2144 м). Печера розташована в вапняковій товщі, причому донна частина від глибини 1600 м закладена у вапняках чорного кольору. Водами печери Крубера-Вороняча живиться найкоротша річка в світі — Репруа.

## Історія дослідження
Печеру відкрили і вперше дослідили до глибини 95 м грузинські спелеологи (керівник Л. І. Маруашвілі) в 1960 році. Тоді ж отримала свою першу назву: печера Крубера, на честь російського вченого- карстознавця О. О. Крубера.
Забуту печеру вдруге дослідили (вже до глибини 210 м) красноярські спелеологи в 1968 році. Вони використовували назву печери: Сибірська.
У 1982—1987 роках про печеру знову згадали. Цього разу її досліджували київські спелеологи до глибини 340 м. З'явилося третя назва: печера Вороняча. Після абхазо-грузинської війни 1992—1993 років республіка опинилася відрізаною від вільного відвідування спелеологами. Роботи поновилися в серпні 1999 року, коли кияни за одну експедицію дійшли до глибини 700 м. У серпні-вересні 2000 року та ж команда досягла глибини 1410 м. У січні 2001 року експедиція Української Спелелогічної Асоціації (УСА), за участю московських спелеологів поставила рекорд світу, досягнувши позначки 1710 м. На цьому гілка закінчилася непрохідним завалом. У серпні 2003 команда Cavex проникла через четвертий сифон у бічну гілку й зупинилася на глибині 1680 м з вільним продовженням. У липні 2004 року та ж команда в тій самій гілці поставила новий рекорд світу — 1775 м. У серпні того ж року експедиція УСА досліджувала ще одну гілку. І знову рекорд світу — 1840 м. Через два місяці, в жовтні 2004 року УСА організувала нову експедицію. 19 жовтня вперше в історії спелеології подолано 2-кілометровий рубіж — 2080 м.
У 2005 році в рамках чергової експедиції УСА для уточнення глибини печери було проведено гідронівелювання (до глибини 1200 м).
Серія наступних експедицій команд Cavex і УСА, що змагалися між собою, займалася пронирюванням донних сифонів, кілька разів збільшуючи глибину печери. Нинішній рекорд (2197 м, 8 серпня 2012 р.) належить спелеологу Геннадію Самохіну (УСА, Крим, м. Сімферополь).
Першою жінкою, що досягла глибини 2140 м, стала Сауле Панкене з Литви.

## Фотографії
- Фотографии экспедиции УСА '2004 [Архівовано 2 листопада 2011 у Wayback Machine.], блог Виталия Зорина.
- Фотографии Крубера 2007, УСА [Архівовано 4 березня 2016 у Wayback Machine.]
- Фотографии экспедиции Крубера-Воронья 2008, команды CaveX

## Відео
- Новий рекорд: 2106 м.
- «Спелеология. Путешествие к центру Земли», прикл. фильм/документалистика, 2005, режиссер: Александр Славин, Алексей Романов. В ролях: команда cavex.